# Hiéroglyphe égyptien E12
Le hiéroglyphe égyptien E12 (porc) est classifié dans la section E « Mammifères » de la liste de Gardiner ; il y est noté E12.

## Représentation
Il représente un porc (Sus domesticus). Il est translittéré šȝ.

## Utilisation
| r&r | i | E12 |

| r&r | i | E12 |

| SA | A | mt · E12 |

| SA | A | mt · E12 |